# La Madeleine-Villefrouin
La Madeleine-Villefrouin település Franciaországban, Loir-et-Cher megyében. Lakosainak száma 32 fő (2022. január 1.). La Madeleine-Villefrouin La Chapelle-Saint-Martin-en-Plaine, Maves, Le Plessis-l’Échelle, Saint-Léonard-en-Beauce és Talcy községekkel határos.

## Népesség
A település népességének változása:
| Lakosok száma | 41   | 36   | 36   | 25   | 30   | 30   | 30   | 31   | 32   | 32   |
|               | 1968 | 1982 | 1990 | 2006 | 2013 | 2015 | 2017 | 2019 | 2020 | 2022 |